# Kilowatt-timer per år
Kilowatt-timer per år (kilowatt-timer pr. år, kWh/a) er en effektenhed, der ofte benyttes i forbindelse med apparaters gennemsnitlige årlige energiforbrug.
Med et år på 365 dage er der 365 × 24 = 8760 timer på et år.
1 kWh/a bliver således omkring 0,11 watt.
Ved en EU-forordning i 2019 blev det årlige energiforbrug for "bedste tilgængelige teknologi på markedet" angivet til 70 kWh/a for et stort køleskab og 116 kWh/a for en kummefryser.